# Júnior Alonso
Júnior Alonso, né le 9 février 1993 à Asuncion au Paraguay, est un footballeur international paraguayen évoluant au poste de défenseur central ou d'arrière latéral gauche à l'Atlético Mineiro.

## Biographie

### En club
Júnior Alonso débute avec l'équipe des jeunes de Cerro Porteño où il participe à la Copa Libertadores des moins de 20 ans en 2012, son équipe atteint les quarts de finale. Le 10 mars 2013, il est appelé pour la première fois avec l'équipe première par l'entraîneur Francisco Arce pour un match contre le Deportivo Capiatá. Il connaît ensuite ses débuts dans la Copa Sudamericana 2013 le 31 juillet 2013 contre le Club Deportivo Universidad Católica. Le 24 novembre 2013, il est sacré champion avec le Cerro Porteño lors du Tournoi de clôture du championnat du Paraguay de football 2013.
En 2017, il est très proche de s'engager avec les Argentins du Racing Club mais il rejoint finalement le Lille OSC le 31 janvier 2017 où il signe pour une durée de quatre ans et demi. Il inscrit son premier but avec le club nordiste lors de la première journée du championnat 2017-2018, face à Nantes.
Le 14 août 2018, Junior Alonso quitte Lille pour être prêté au Celta Vigo. Selon la presse espagnole, une option d'achat obligatoire de 5 millions d'euros serait adossée au contrat.
En janvier 2019, il met fin à son contrat avec le Celta Vigo et le club lillois le prête pour six mois au club argentin de Boca Juniors.

### Équipe nationale
Il est sélectionné avec le Paraguay pour disputer la Coupe du monde de football des moins de 20 ans 2013 où il est éliminé en huitièmes de finale par l'Irak.
Le 4 octobre 2013, Júnior Alonso est convoqué pour la première fois avec le Paraguay par le sélectionneur Víctor Genes pour affronter le Venezuela et la Colombie dans le cadre des Éliminatoires de la Coupe du monde 2014. Il débute d'entrée contre le Venezuela et il joue tout le match. Le 24 mars 2017, il inscrit son premier but avec la sélection contre l'Équateur dans le cadre des Éliminatoires de la Coupe du monde 2018 (victoire 2-1).

## Statistiques
| Saison                | Club                  | Championnat           | Championnat | Championnat | Coupe(s) nationale(s) | Coupe(s) nationale(s) | Compétition(s) continentale(s) | Compétition(s) continentale(s) | Compétition(s) continentale(s) | Total | Total |
| Saison                | Club                  | Division              | M.          | B.          | M.                    | B.                    | Comp.                          | M.                             | B.                             | M.    | B.    |
| 2013                  | Cerro Porteño         | Apertura/Clausura     | 31          | 1           | -                     | -                     | CS                             | 2                              | 0                              | 33    | 1     |
| 2014                  | Cerro Porteño         | Apertura/Clausura     | 30          | 2           | -                     | -                     | CL/CS                          | 12                             | 0                              | 42    | 2     |
| 2015                  | Cerro Porteño         | Apertura/Clausura     | 42          | 4           | 1                     | 0                     | -                              | -                              | -                              | 43    | 4     |
| 2016                  | Cerro Porteño         | Apertura/Clausura     | 32          | 4           | -                     | -                     | CL/CS                          | 18                             | 1                              | 50    | 5     |
| Sous-total            | Sous-total            | Sous-total            | 135         | 11          | 1                     | 0                     | -                              | 32                             | 1                              | 168   | 12    |
| 2016-2017             | Lille OSC             | Ligue 1               | 12          | 0           | 2                     | 0                     | -                              | -                              | -                              | 14    | 0     |
| 2017-2018             | Lille OSC             | Ligue 1               | 34          | 2           | 4                     | 1                     | -                              | -                              | -                              | 38    | 3     |
| Sous-total            | Sous-total            | Sous-total            | 46          | 2           | 6                     | 1                     | -                              | -                              | -                              | 52    | 3     |
| Total sur la carrière | Total sur la carrière | Total sur la carrière | 181         | 13          | 7                     | 1                     | -                              | 32                             | 1                              | 220   | 15    |

### En sélection nationale
| Saison                | Sélection             | Phases finales        | Phases finales | Phases finales | Phases finales | Éliminatoires CDM | Éliminatoires CDM | Éliminatoires CDM | Matchs amicaux | Matchs amicaux | Matchs amicaux | Total | Total | Total |
| Saison                | Sélection             | Compétition           | M              | B              | Pd             | M                 | B                 | Pd                | M              | B              | Pd             | M     | B     | Pd    |
| --------------------- | --------------------- | --------------------- | -------------- | -------------- | -------------- | ----------------- | ----------------- | ----------------- | -------------- | -------------- | -------------- | ----- | ----- | ----- |
| 2013-2014             | Paraguay              | -                     | -              | -              | -              | 1                 | 0                 | 0                 | 3              | 0              | 1              | 4     | 0     | 1     |
| 2014-2015             | Paraguay              | Copa América 2015 4e  | -              | -              | -              | -                 | -                 | -                 | 2              | 0              | 0              | 2     | 0     | 0     |
| 2016-2017             | Paraguay              | -                     | -              | -              | -              | 5                 | 1                 | 0                 | 2              | 0              | 0              | 7     | 1     | 0     |
| 2017-2018             | Paraguay              | -                     | -              | -              | -              | 3                 | 0                 | 1                 | 2              | 0              | 0              | 5     | 0     | 1     |
| 2018-2019             | Paraguay              | Copa América 2019     | 4              | 0              | 0              | -                 | -                 | -                 | 3              | 0              | 0              | 7     | 0     | 0     |
| 2019-2020             | Paraguay              | -                     | -              | -              | -              | -                 | -                 | -                 | 3              | 0              | 0              | 3     | 0     | 0     |
| 2020-2021             | Paraguay              | Copa América 2021     | 5              | 1              | 0              | 5                 | 0                 | 0                 | -              | -              | -              | 10    | 1     | 0     |
| 2021-2022             | Paraguay              |                       | -              | -              | -              | 9                 | 0                 | 0                 | -              | -              | -              | 9     | 0     | 0     |
| 2022-2023             | Paraguay              |                       | -              | -              | -              | -                 | -                 | -                 | 3              | 0              | 0              | 3     | 0     | 0     |
| 2023-2024             | Paraguay              | Copa América 2024     | 0              | 0              | 0              | 2                 | 0                 | 0                 | 2              | 0              | 0              | 4     | 0     | 0     |
| 2024-2025             | Paraguay              |                       | -              | -              | -              | 5                 | 0                 | 1                 | -              | -              | -              | 5     | 0     | 1     |
| Total sur la carrière | Total sur la carrière | Total sur la carrière | 9              | 1              | 0              | 30                | 1                 | 2                 | 20             | 0              | 1              | 59    | 2     | 3     |

## Palmarès
- Cerro Porteño
  - Vainqueur du tournoi de clôture : 2013.
  - Vainqueur du tournoi d'ouverture : 2015.
- Atlético Mineiro
  - Champion du Brésil en 2021.